# Acanthagrion trilobatum
Acanthagrion trilobatum är en trollsländeart som beskrevs av Emery Clarence Leonard 1977. Acanthagrion trilobatum ingår i släktet Acanthagrion och familjen dammflicksländor. Inga underarter finns listade i Catalogue of Life.